# جاكوب إيلوردي
جاكوب إيلوردي (بالإنجليزية: Jacob Elordi)‏ هو ممثل أسترالي ولد في يوم 26 يونيو 1997 في مدينة بريزبان، بدأ التمثيل في سنة 2015 ومثل في مسلسل يوفوريا، كما مثل في فيلم التقبيل في سنة 2018.

## روابط خارجية
- جاكوب إيلوردي على موقع IMDb (الإنجليزية)
- جاكوب إيلوردي على موقع ميتاكريتيك (الإنجليزية)
- جاكوب إيلوردي على موقع روتن توميتوز (الإنجليزية)
- جاكوب إيلوردي على موقع قاعدة بيانات الأفلام العربية
- جاكوب إيلوردي على موقع ألو سيني (الفرنسية)
- جاكوب إيلوردي على موقع ميوزك برينز (الإنجليزية)
- جاكوب إيلوردي على موقع أول موفي (الإنجليزية)
- جاكوب إيلوردي على موقع قاعدة بيانات الفيلم (الإنجليزية)
- جاكوب إيلوردي على موقع ليتربوكسد (الإنجليزية)
- جاكوب إيلوردي على موقع كينوبويسك (الروسية)